# Anthodon
Anthodon (‘dent flor’) és un gènere d'anàpsid pariasàurid que va viure al Permià en el que actualment és Sud-àfrica, Tanzània, i probablement el nord de Rússia. Feia entre 1,2 i 1,5 metres de longitud i pesava entre 80 i 100 kg. El crani era petit, i els ossos de les galtes no tenien guarniments com en altres pariasàurids. Richard Owen, que descrigué Anthodon, pensava que era un dinosaure, ja que el material de crani de dinosaure del Cretaci inferior s'havia associat a material del Permià. El material de dinosaure fou separat més tard per Robert Broom, l'any 1912.